# Tectaria angelicifolia
Tectaria angelicifolia är en ormbunkeart som först beskrevs av Julius Schumann, och fick sitt nu gällande namn av Edwin Bingham Copeland. Tectaria angelicifolia ingår i släktet Tectaria och familjen Tectariaceae. Inga underarter finns listade.